# Resmethrine
Resmethrine, de triviale naam voor (5-(fenylmethyl)-3-furanyl)methyl-2,2-dimethyl-3-(2-methyl-1-propenyl)cyclopropaancarboxylaat, is een organische verbinding met als brutoformule C22H26O3. Het is een kleurloze en wasachtige vaste stof, die voorkomt in diverse vormen, met een kenmerkende geur.
Chemisch gezien is het een pyrethroïde, een synthetisch insecticide. Handelsnamen van de stof zijn Chrysron, Crossfire, Pynosect, Raid Flying Insect Killer, Scourge, Sun-Bugger #4, SPB-1382, Synthrin, Syntox, Vectrin en Whitmire PT-110.